# Isnello
Isnello är en ort och kommun i storstadsregionen Palermo, innan 2015 i provinsen Palermo, i regionen Sicilien i sydvästra Italien. Kommunen hade 1 545 invånare (2017).

## Kända personer födda i Isnello
- Vincent R. Impellitteri, politiker, New Yorks borgmästare 1950–1953